# 西西蘭郡
西西蘭郡（丹麥語：Vestsjællands Amt）是丹麥西蘭島西北部的郡。2007年1月1日被併入西蘭大區。